# NGC 2395
NGC 2395 (również OCL 502) – gromada otwarta znajdująca się w gwiazdozbiorze Bliźniąt. Odkrył ją William Herschel 16 marca 1784 roku. Znajduje się w odległości ok. 1670 lat świetlnych od Słońca.